# West Bengal Highway Development Corporation
La West Bengal Highway Development Corporation Limited (WBHDCL) est une agence d'État du gouvernement du Bengale occidental créée en 2012 pour le développement, la mise en œuvre et la construction d'autoroutes nationales et d'autres routes importantes dans l'État du Bengale occidental, en Inde,. 
Elle est sous le contrôle administratif du Département des travaux publics du gouvernement du Bengale occidental.